# Wolfgang Gläser

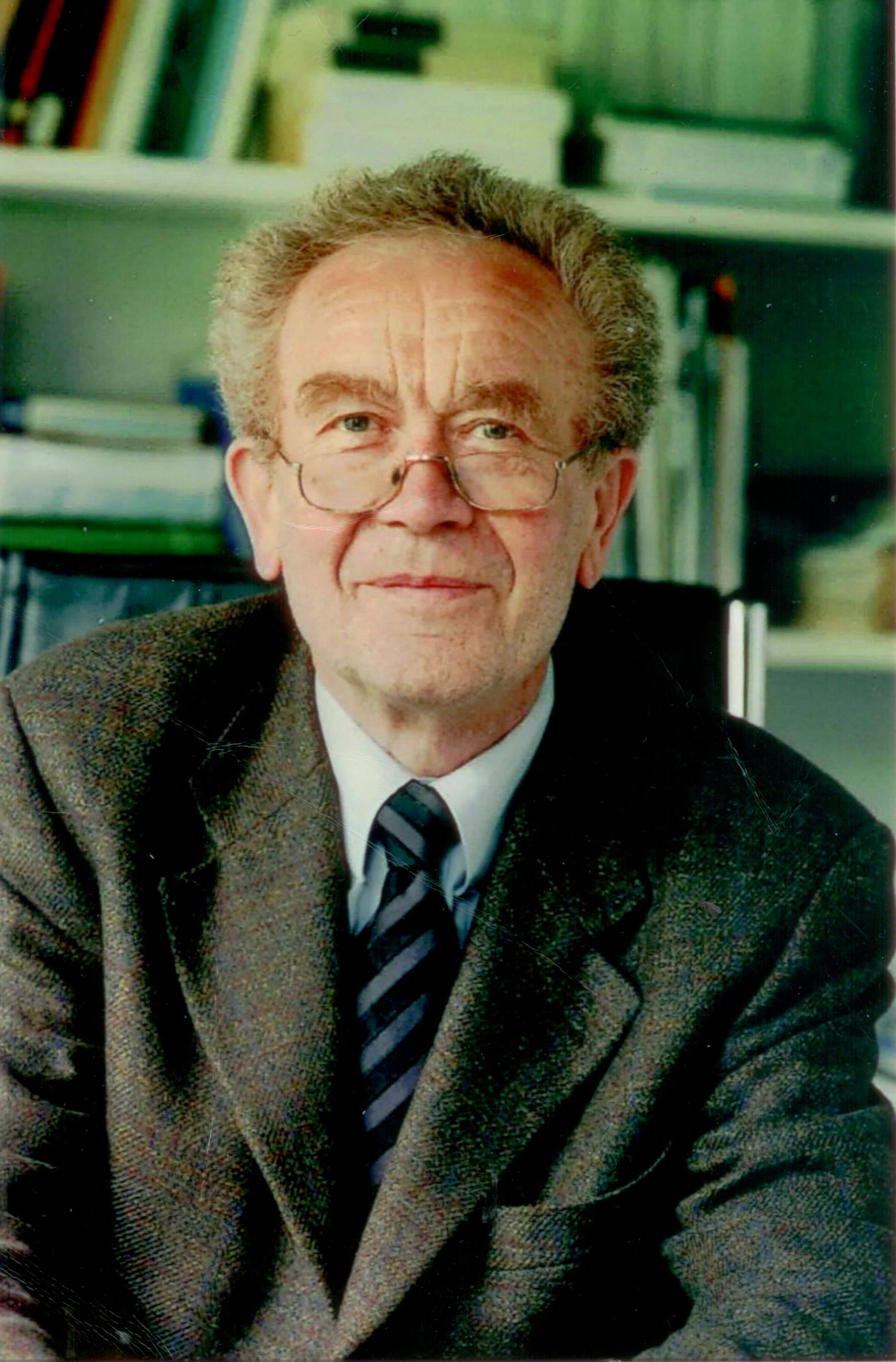
Prof. Wolfgang Gläser, Physiker, TU München

Wolfgang Gläser (* 6. Juli 1933; † 4. Februar 2023 in Vaterstetten) war ein deutscher Physiker (Neutronenphysik). Er war Ordinarius für Experimentalphysik an der TU München.

## Leben
Gläser studierte bis 1958 Physik in Jena und wurde 1964 an der Universität Karlsruhe bei Karl Heinz Beckurts (später 1986 von der RAF ermordet) mit einer Arbeit über Inelastische Streuung langsamer Neutronen an organischen Moderatoren promoviert.
Er arbeitete als Neutronenphysiker und leitete ab 1970 das Institut für Angewandte Kernphysik am Kernforschungszentrum Karlsruhe. 1974 wurde er Nachfolger von Heinz Maier-Leibnitz als Lehrstuhlinhaber am Physikdepartment der TU München sowie als Leiter des Forschungsreaktors München, genannt „Atomei“.
Von 1977 bis 1979 war Gläser Dekan der Fakultät für Physik an der TU München sowie von 1986 bis 1989 Leiter des Instituts Laue-Langevin in Grenoble.
Wolfgang Gläser starb am 4. Februar 2023 im Alter von 89 Jahren in Vaterstetten.